# Rougned Odor
Rougned Roberto Odor Zambrano (Maracaibo, 3 de febrero de 1994) es un beisbolista venezolano que juega en segunda base para los Padres de San Diego de la MLB, y en Liga Venezolana de Béisbol Profesional juega para las Águilas del Zulia.

## Biografía
Odor nació en Maracaibo, estado Zulia. Su nombre es una combinación del nombre de su abuelo paterno, Douglas y el nombre de su abuela paterna, Nedda. Siguiendo su tradición familiar de que los nombres de hombres comenzaran con la letra "R", la de "D" de Douglas fue cambiada por "R", llamándose así, Rougned tal como su padre y llevando el segundo nombre de su abuelo materno, Roberto. Odor tiene una hermana Ysabel Cristiana  Odor, y un hermano, Rougned José Odor, quien firmó con los Texas Rangers el 19 de febrero de 2015. El pelotero tiene dos hijas, una niña de 3 años llamada Emma Valentina, y una bebe de 8 meses, llamada Bianca Alessanda

## Carrera

### Texas Rangers
Odor firmó con los Texas Rangers en 2011, recibiendo un bono de 425.000 dólares.
El 8 de mayo de 2014, después de estar en las Ligas Menores de Béisbol, Odor debuta en la MLB. El 12 de mayo de 2014, ante los Astros de Houston, Odor bateó su primer hit en Grandes Ligas. Dio su primer Grand Slam el 27 de agosto de 2014 ante los Marineros de Seattle. En su primera temporada en Grandes Ligas, terminó con promedio de bateo de .259, 9 jonrones y 48 carreras impulsadas.
El 15 de mayo de 2016, Odor le propinó un golpe en el rostro a José Bautista, en el octavo inning en un juego entre los Azulejos de Toronto y los Texas Rangers. Rougned Odor fue suspendido por 8 juegos.

### En Venezuela
Inició su carrera beisbolística con los Navegantes del Magallanes. En 2018 fue traspasado a las Águilas del Zulia junto con otros jugadores como José Flores, José Briceño y José Azócar en cambio por Renato Núñez, Gabriel Moya y Yorman Bazardo.